# Festival Verano Iquique
El Festival Verano Iquique es un festival musical organizado anualmente en dicha ciudad, capital de la Región de Tarapacá (Chile), durante el febrero desde 2008 hasta el presente. También se le llama comúnmente Festival de Iquique. Es considerado como uno de los festivales más importantes de Chile.
Desde la edición de 2010 se realizó en el Estadio Tierra de Campeones, que cuenta con un aforo cercano a los 15 000 espectadores. En ediciones anteriores se realizó en el ex-Estadio Cavancha. En sus primeras ediciones era transmitido en vivo por una radio local, pero en la edición de 2012 fue transmitido en vivo por el canal Televisión Nacional de Chile a todo el país, excepto regiones XV, I y II por orden de la alcaldesa de Iquique.

## Historia
El evento se realiza en el Estadio Tierra de Campeones y es transmitido en vivo por una radio de la ciudad y en la quinta edición (2012) fue transmitido por primera vez en televisión a través del canal estatal, TVN, con la conducción de Karen Doggenweiler y Julián Elfenbein.
Es un festival que ha ganado importante notoriedad desde que fue iniciado, siendo el cuarto de importancia, después del  Olmué el tercero de más importancia, el de Viña del Mar siendo el segundo de más importancia y finalmente el más importante en estos últimos años, el Festival Viva Dichato.[cita requerida]
El 31 de octubre se comunicó que el festival ya no será transmitido por TVN ya que se le dio término a su contrato por razones que actualmente se desconocen. Existe la posibilidad que sea transmitido por otro canal. El regreso de Jorge Soria a la alcaldía iquiqueña hizo replantearse la realización del festival para 2013, ante el déficit presupuestario de la Municipalidad derivado de la administración anterior y la imposibilidad de contar con un mínimo de 700 a 800 millones de pesos para su realización. Así, el 3 de febrero de 2013, Soria confirmó que no habrá versión 2013 del Festival.

## Premios y galardones
En este festival, hay dos premios para que el público los "designe" a los artistas: el primero es la Boya de Plata, que es el de segunda mayor importancia, como su nombre lo dice tiene la forma de una boya, pieza histórica de la ciudad, cubierta de plata. La segunda y más importante es la Boya de Oro, que es igual a la Boya de Plata pero está cubierta de oro.
A la fecha, solo cuatro artistas o grupos han recibido una Boya de Oro:
- A Raphael, durante la cuarta edición
- A Demi Lovato, durante la quinta edición
- A Myriam Hernández, durante la quinta edición
- A Juan Gabriel, durante la quinta edición

### Artistas que han ganado laBoya de Oro

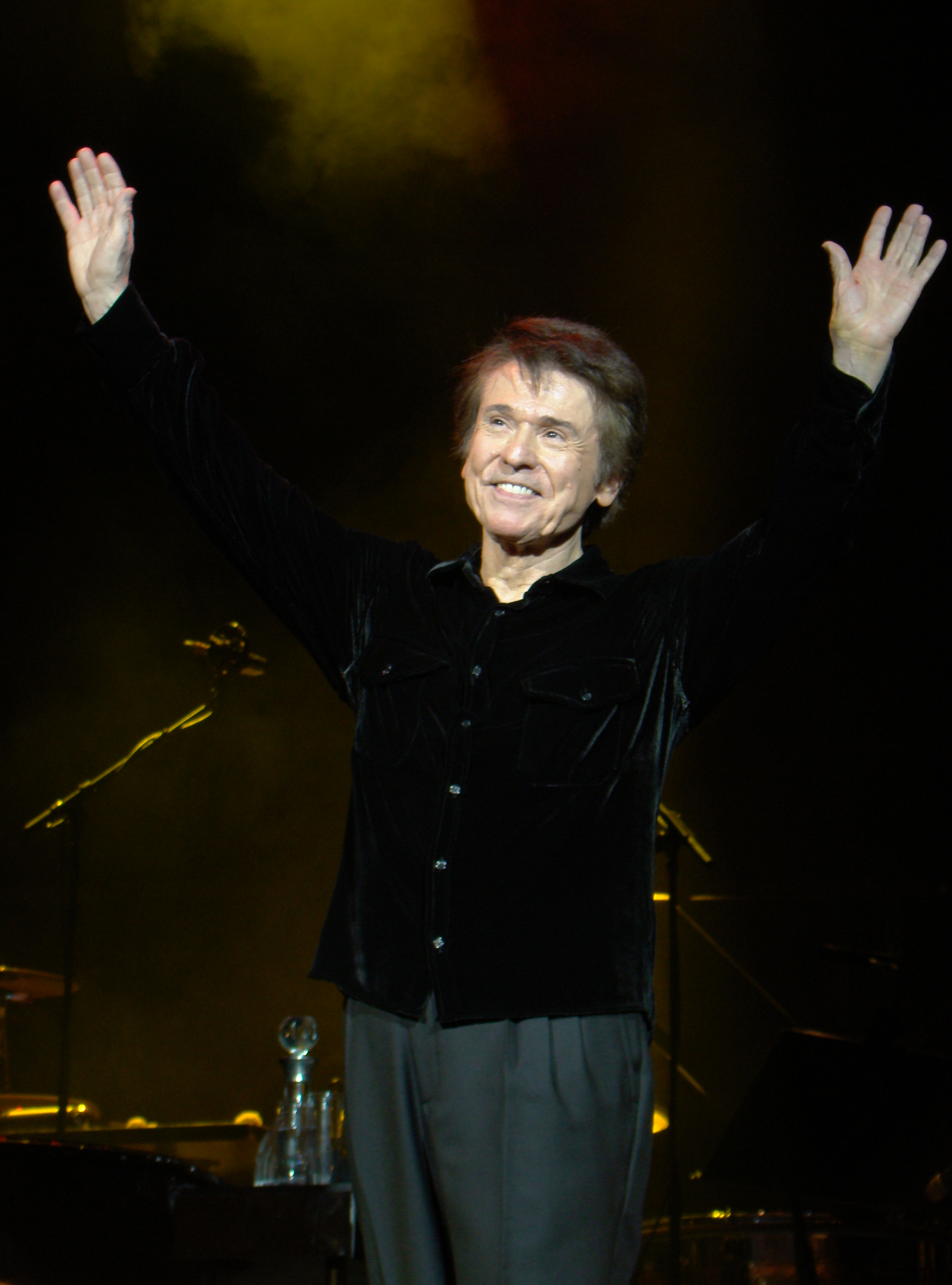
Raphael
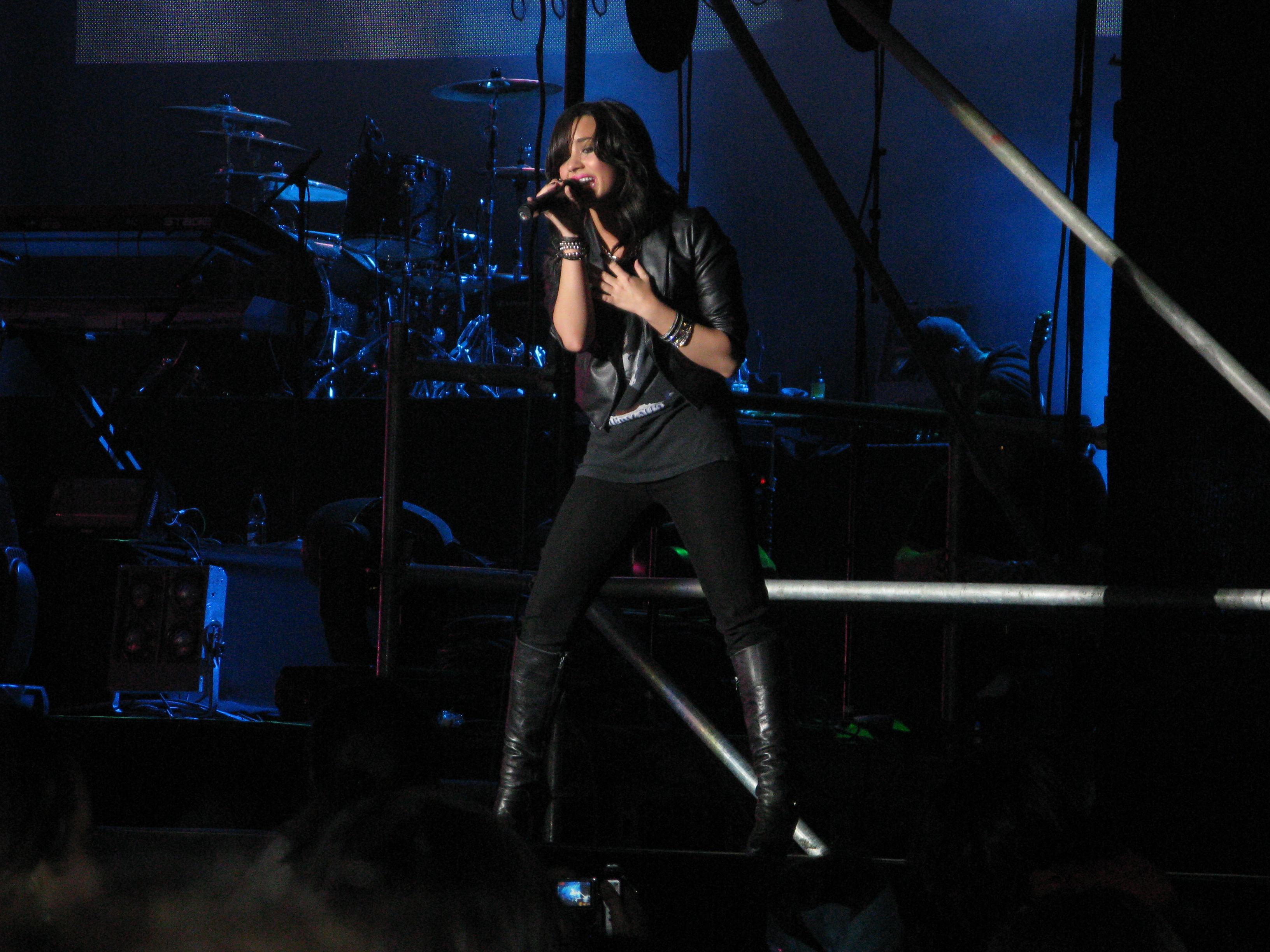
Demi Lovato
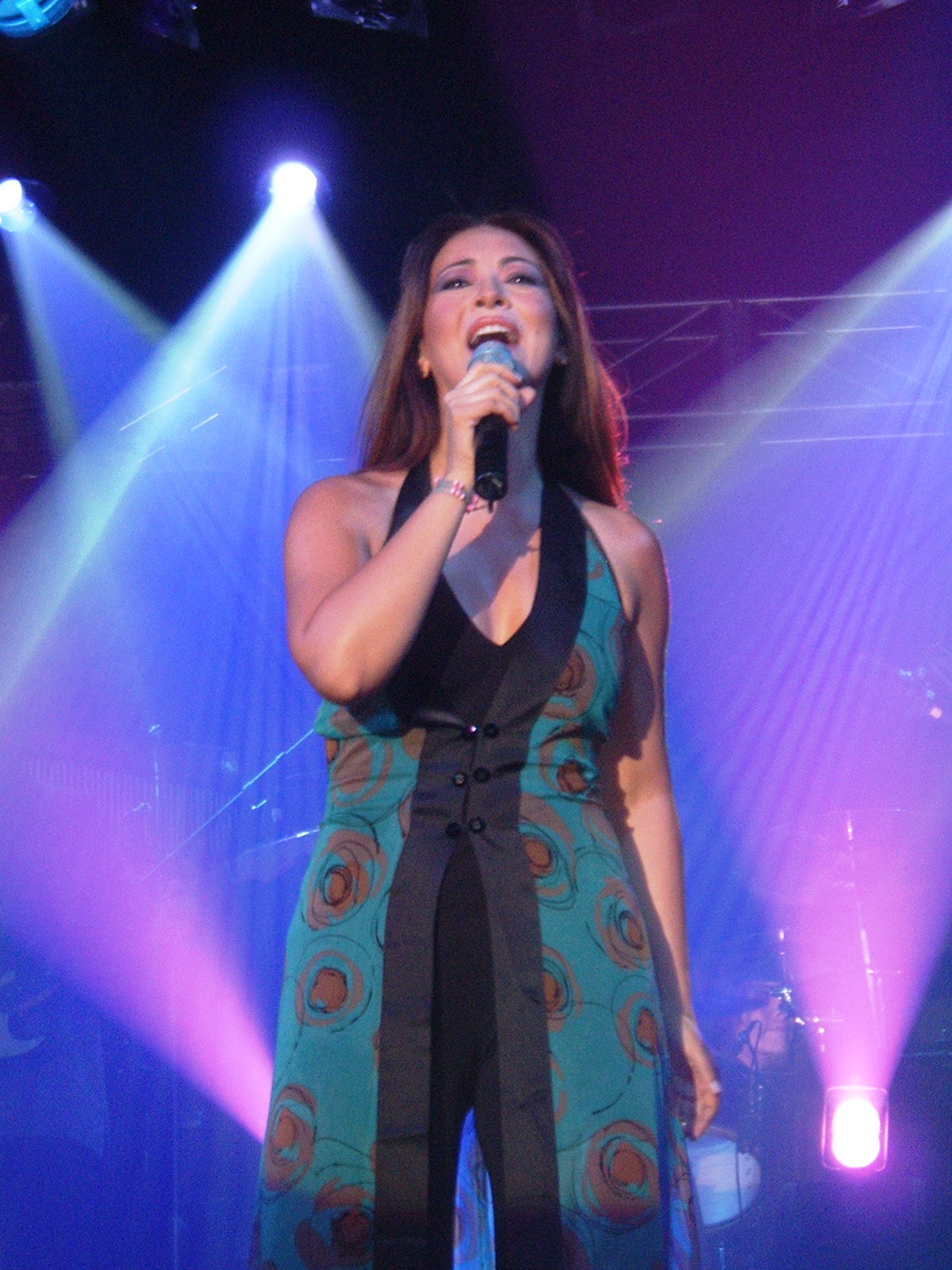
Myriam Hernández.
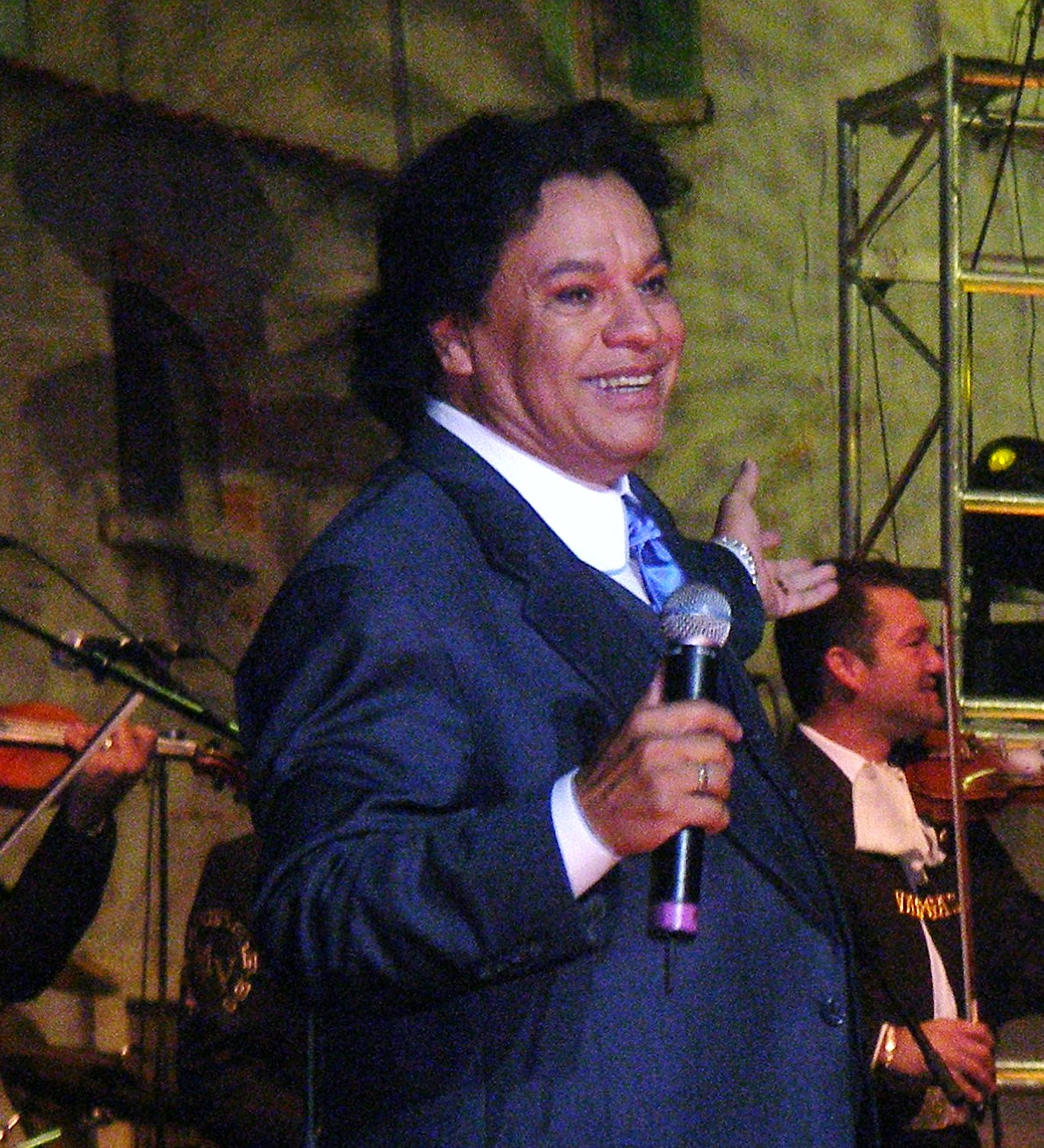
Juan Gabriel

## Animadores del festival y canales que han transmitido el evento
Durante los primeros años del evento, el Festival de Iquique fue animado por diferentes personas, destacándose Cristián de la Fuente, en 2009 y durante el mes de febrero de 2012 que fue televisado por primera vez gracias a Televisión Nacional de Chile en esta edición los animadores fueron Karen Doggenweiler y Julián Elfenbein.
| Evento | Evento | Animadores                            | Canal de TV |
| ------ | ------ | ------------------------------------- | ----------- |
| I      | 2008   | Antonio Vodanovic                     |             |
| II     | 2009   | Antonio Vodanovic                     |             |
| III    | 2010   | Angélica Castro y Leo Caprile         |             |
| IV     | 2011   | Cristián de la Fuente                 |             |
| V      | 2012   | Karen Doggenweiler y Julián Elfenbein | TVN         |
| VI     | 2018   |                                       | -           |
| VII    | 2019   |                                       | -           |